# Xuân Lâm, Nghệ An
Xuân Lâm là một xã thuộc tỉnh Nghệ An, Việt Nam. Xã được hình thành trên cơ sở sáp nhập các xã Ngọc Sơn (huyện Thanh Chương), Minh Tiến và Xuân Dương của huyện Thanh Chương trong đợt Sáp nhập tỉnh thành Việt Nam 2025.

## Địa lý
Xã Xuân Lâm có vị trí địa lý:
- Phía Đông giáp xã Vạn An và xã Nam Đàn;
- Phía Nam giáp xã Bích Hào;
- Phía Tây giáp xã Hoa Quân, xã Kim Bảng và xã Bích Hào;
- Phía Bắc giáp xã Đại Đồng.

Xã Xuân Lâm có diện tích tự nhiên 60,88 km².

## Hành chính và tên gọi
Xã Xuân Lâm được thành lập theo Nghị quyết số 1678/NQ-UBTVQH15 của Ủy ban Thường vụ Quốc hội Việt Nam, ban hành ngày 16 tháng 6 năm 2025. Theo đó, sắp xếp toàn bộ diện tích tự nhiên, quy mô dân số của các xã Ngọc Sơn (huyện Thanh Chương), Minh Tiến và Xuân Dương thuộc huyện Thanh Chương trước đây thành một xã mới có tên gọi là xã Xuân Lâm.
Sau sắp xếp xã có diện tích tự nhiên: 60,88 km², quy mô dân số: 40.624 người.